# 第181回国会
第181回国会（だい181かいこっかい）とは、2012年10月29日に召集された臨時国会。会期は衆議院が解散された11月16日までの19日間であった。

## 概要
赤字国債の発行を可能にする「特例公債発行法案」及び「一票の格差是正」を可決することを目的として1ヶ月程度（11月30日までの33日間）の会期で召集されたが、ねじれ国会状態の参議院においては野田佳彦首相の所信表明演説を野党が拒否（憲政史上初の事態）する等、波乱の幕開けとなった。首相が解散条件として掲げていた前出の法案が成立したことを受け、11月16日に衆議院解散され閉会した。

## 各党・会派の議席数
| 計480、2012年（平成24年）11月16日解散時点 - 民主党・無所属クラブ・国民新党 - 247 - 自由民主党・無所属の会 - 119 - 国民の生活が第一・きづな - 47 - 公明党 - 21 - 日本共産党 - 9 - みんなの党 - 7 - 社会民主党・市民連合 - 6 - 日本維新の会 - 5 - 改革無所属の会 - 4 - 減税日本・平安 - 3 - 新党大地・真民主 - 3 - 太陽の党 - 2 - 無所属 - 6 （議長：横路孝弘、副議長：衛藤征士郎を含む） - 欠員 - 1 | 計242、2012年（平成24年）11月16日時点 - 民主党・新緑風会・国民新党 - 90 - 自由民主党・たちあがれ日本・無所属の会 - 87 - 公明党 - 19 - 国民の生活が第一 - 12 - みんなの党 - 11 - 日本共産党 - 6 - みどりの風 - 4 - 社会民主党・護憲連合 - 4 - 新党改革 - 2 - 新党大地・真民主 - 2 - 無所属 - 5 （議長：平田健二、副議長：尾辻秀久を含む） |

## 主な審議議案

### 衆法（衆議院議員提出法律案）
| 提出回次 | 議案件名 | 結果 | 備考 |
| -------- | --- | ---- | ---- |
| 180      | 衆議院小選挙区選出議員の選挙区間における人口較差を緊急に是正するための公職選挙法及び衆議院議員選挙区画定審議会設置法の一部を改正する法律案 | 成立 |      |
| 181      | 国会議員の歳費及び期末手当の臨時特例に関する法律の一部を改正する法律案                                                                     | 成立 |      |

### 参法（参議院議員提出法律案）
| 提出回次 | 議案件名                         | 結果 | 備考 |
| -------- | -------------------------------- | ---- | ---- |
| 180      | 公職選挙法の一部を改正する法律案 | 成立 |      |

### 閣法（内閣提出法律案）
| 提出回次 | 議案件名 | 結果 | 備考 |
| -------- | --- | ---- | ---- |
| 180      | 国民年金法等の一部を改正する法律等の一部を改正する法律案                                                                 | 成立 |      |
| 180      | 年金生活者支援給付金の支給に関する法律案                                                                                 | 成立 |      |
| 181      | 財政運営に必要な財源の確保を図るための公債の発行の特例に関する法律案                                                     | 成立 |      |
| 181      | 国家公務員の退職給付の給付水準の見直し等のための国家公務員退職手当法等の一部を改正する法律案                             | 成立 |      |
| 181      | 地方公務員等共済組合法及び被用者年金制度の一元化等を図るための厚生年金保険法等の一部を改正する法律の一部を改正する法律案 | 成立 |      |
| 181      | 私立学校教職員共済法等の一部を改正する法律案                                                                             | 成立 |      |
| 181      | 自衛隊法等の一部を改正する法律案                                                                                         | 成立 |      |

## 今国会の動き

### 召集前
- 2012年9月
  - 8日：第180回国会が閉会。
  - 21日：2012年9月民主党代表選挙にて、野田佳彦が再選を決めた。
  - 26日：2012年自由民主党総裁選挙にて、安倍晋三が二度目の総裁に選出される。
- 2012年10月
  - 1日：野田第3次改造内閣が発足
  - 23日：政治資金規正法違反及び暴力団との交際疑惑が報じられていた田中慶秋法相が体調不良を理由に辞表を提出。後任は前法相の滝実が再任。
  - 25日：
    - 「平成二十四年十月二十九日に、国会の臨時会を東京に召集する詔書」[3]が公布される。
    - 石原慎太郎が東京都知事を辞任し、新党結成を表明[4]。

  - 28日：松下忠洋の死去に伴う、衆院鹿児島3区の補欠選挙で自民党元職の宮路和明が7回目の当選。

### 会期中

#### 10月
- 29日 - 開会式。野田佳彦内閣総理大臣（民主党代表）が衆議院で所信表明演説。第180回国会にて野田総理大臣に対する問責決議案が参議院で可決されたことを理由に、参議院での演説は野党側が拒否[5]。

#### 11月
- 13日 - 東京都知事を辞任した石原慎太郎が平沼赳夫が代表を務める「たちあがれ日本」に合流する形で党名を「太陽の党」に改名。
- 14日 - 野田首相が党首討論において11月16日に衆議院を解散する意向を表明。
同日夜に首相官邸で開かれた三役会議において次期衆院選を12月4日公示・16日投開票することが決定[6]。
- 16日 - 衆議院解散（近いうち解散）による閉会。

## 常任委員長
| 委員長名           | 氏名       | 政党名           |
| ------------------ | ---------- | ---------------- |
| 内閣委員長         | 古川元久   | 民主党           |
| 総務委員長         | 小宮山洋子 | 民主党           |
| 法務委員長         | 平岡秀夫   | 民主党           |
| 外務委員長         | 中山義活   | 民主党           |
| 財務金融委員長     | 五十嵐文彦 | 民主党           |
| 文部科学委員長     | 川内博史   | 民主党           |
| 厚生労働委員長     | 長妻昭     | 民主党           |
| 農林水産委員長     | 小宮山泰子 | 国民の生活が第一 |
| 経済産業委員長     | 海江田万里 | 民主党           |
| 国土交通委員長     | 平野博文   | 民主党           |
| 環境委員長         | 横光克彦   | 民主党           |
| 安全保障委員長     | 神風英男   | 民主党           |
| 国家基本政策委員長 | 古賀一成   | 民主党           |
| 予算委員長         | 中井洽     | 民主党           |
| 決算行政監視委員長 | 後藤田正純 | 自由民主党       |
| 議院運営委員長     | 髙木義明   | 民主党           |
| 懲罰委員長         | 山本拓     | 自由民主党       |

| 委員長名       | 氏名       | 政党名     |
| -------------- | ---------- | ---------- |
| 内閣委員長     | 相原久美子 | 民主党     |
| 総務委員長     | 松あきら   | 公明党     |
| 法務委員長     | 草川昭三   | 公明党     |
| 外交防衛委員長 | 加藤敏幸   | 自由民主党 |
| 財政金融委員長 | 川崎稔     | 民主党     |
| 文教科学委員長 | 礒崎陽輔   | 自由民主党 |
| 厚生労働委員長 | 武内則男   | 民主党     |
| 農林水産委員長 | 中谷智司   | 民主党     |
| 経済産業委員長 | 増子輝彦   | 民主党     |
| 国土交通委員長 | 石井準一   | 自由民主党 |
| 環境委員長     | 川口順子   | 自由民主党 |
| 予算委員長     | 石井一     | 民主党     |
| 決算委員長     | 金子原二郎 | 自由民主党 |
| 行政監視委員長 | 森まさこ   | 自由民主党 |
| 議院運営委員長 | 岩城光英   | 自由民主党 |